# Куе апе
Куе апе (инд. kue ape) је традиционална индонежанска посластица у облику мале палачинке која потиче из Џакарте. Печена је тако да има танак и хрскав руб, док је средина дебела, мекана и често светло зелена због додатка природне боје добијене од пандана. Куе апе је једно од најпопуларнијих уличних јела у Индонезији, посебно међу децом и младима.

## Карактеристике
Куе апе се прави од једноставних састојака: пиринчано брашно, кокосово млеко и шећер. Његова специфичност је у начину печења. Тесто се сипа у малу округлу таву са поклопцем, што омогућава да спољни део постане танак и хрскав, док централни део остаје мекан, сунђераст и благо слаткаст. Често се додаје природни екстракт пандана, који даје карактеристичну зелену боју и благо цветни мирис.

## Порекло и историја
Куе апе потиче из уличне културе Џакарте, али је временом постао популаран у свим деловима Јаве и шире по Индонезији. Сматра се да је развијен као једноставна верзија других локалних десерта, попут сераби и апем колача, али је због своје текстуре и укуса задобио посебну популарност.

## Припрема
За припрему куе апе-а меша се пиринчано брашно, кокосово млеко и шећер, а затим се тесто пече у посебним малим тавама са поклопцем. Улични продавци често додају и ванилу или благо карамелизовани шећер у средини ради јачег укуса. Када се сервира, овај десерт се обично једе свеж, док је још топао и хрскав по ивицама.

## Варијације
У појединим регионима Индонезије, куе апе се припрема са додатком кокосовог брашна или се украшава чоколадом и воћем како би се прилагодио савременијим укусима. У неким верзијама тесто садржи и квасац како би централни део био још мекши и „пухастији”.

## Културни значај
Куе апе је саставни део уличне гастрономије Индонезије. Често се продаје на ноћним пијацама, фестивалима и школским двориштима. Због свог једноставног и приступачног рецепта, ова посластица представља симбол традиционалне, али истовремено и урбане индонежанске кухиње.

## Слична јела
- Сераби
- Апем
- Палачинка
- Клепон